# The Calling - Vocazione omicida
The calling - Vocazione omicida (The Calling) è un film del 2013 diretto da Jason Stone.
Pellicola thriller statunitense con protagonisti Susan Sarandon, Gil Bellows e l'attrice premio Oscar Ellen Burstyn.

## Trama
Una cittadina viene sconvolta dall'efferato omicidio di una malata terminale.
Hezel, una poliziotta alcolizzata, cerca di fare luce sull'assassinio. Le indagini giungono ad una svolta quando a molti chilometri di distanza viene rintracciato un altro cadavere che, apparentemente, è stato assassinato con le stesse modalità dell'omicidio a cui investiga Hazel.
Si tratta di un serial killer?
Ad aiutarla arriva anche Ben, un detective omosessuale che sta tentando di riprendersi dopo la morte del compagno.